# Niagara Sky Wheel
A Niagara Sky Wheel egy 53 méter magas óriáskerék, mely a Niagara-vízesés mellett található (Ontario, Kanada).
A 2006-ban megnyitott óriáskeréknek 42 teljesen zárt gondolája van, melyek télen fűtöttek, nyáron légkondicionáltak, egyenként nyolc utas befogadására képesek. A tíz perces menetidő alatt az utasok beláthatják a Niagara folyót, valamint a Horseshoe és American Falls vízeséseket.